# Encéphalomalacie

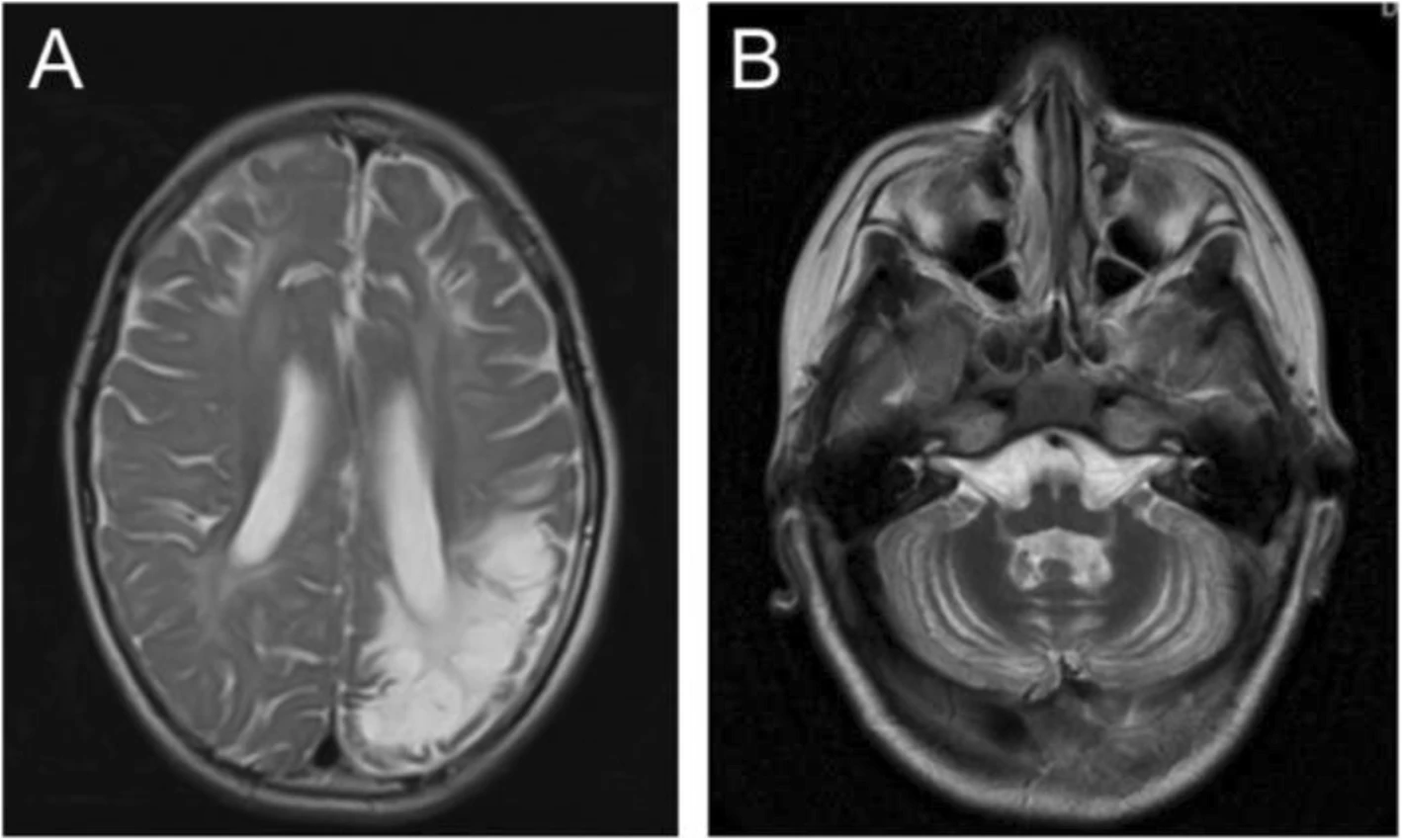
Encéphalomalacie chez un garçon de 7 ans : en imagerie par résonance magnétique (à gauche) et en tomodensitométrie (à droite).

En médecine, l'encéphalomalacie est un type d'accident vasculaire cérébral qui est un déficit neurologique soudain, d'origine vasculaire causé par un infarctus au niveau du cerveau.

## Sémantique
L'encéphalomalacie se nomme également ramollissement cérébral. 

## Catégories
On distingue trois variétés de ramollissement qui se distinguent par leur couleur : rouge, jaune et blanc. Ces variétés représentant les différentes étapes du processus morbide.

## Étiologie
Quand il est constaté chez l'embryon ou le nouveau-né, il peut parfois être dû à un Herpès congénital acquis in utero.